# Autoroute A-14 (Espagne)
Pour les articles homonymes, voir A-14.
L'autoroute espagnole A-14 est une autoroute majoritairement en projet permettant de relier Lérida à la frontière française via le Val d'Aran. Sa construction a débuté en 2010, mais la plus grande partie du tracé demeure à l'état de projet. Elle a pour but de doubler la N-230.
Conçu en principe comme le grand passage des Pyrénées Centrales, le projet est cependant très critiqué notamment pour causes environnementales et revu de sorte que l'autoroute se termine à Sopeira. Étant donné que la N-230 est dangereuse entre Sopeira et Vielha, il a été décidé d’élargir la route afin de réduire le nombre d'accidents mortels ainsi que de créer des tunnels et des viaducs.
Du fait du cul-de-sac autoroutier, l'A-14 est considéré comme un projet non prioritaire en ce jour ce qui ralentit l’achèvement de l'autoroute.

## Description
Elle est une solution routière alternative aux autoroutes A9 / AP-7 et A63 / AP-8 au niveau de la frontière du Perthus et du pays basque qui sont saturés pour un passage par les Pyrénées centrales. De plus, elle permet de désenclaver le Val d'Aran ainsi qu'Andorre du reste de l'Espagne.
Elle double la route nationale N-230 et devrait désevir les communes d'El Pont de Suert et Vielha. Sur son tracé, se trouve le nouveau tunnel de Vielha long de 5 230 m, inauguré en décembre 2007 et qui permet d'accéder au Val d'Aran.

## Histoire
Le projet d'une autoroute passant par les Pyrénées centrales remonte en 2003. De nombreuses communes situées pochent de la N-230 se plaignaient du trafic évolutif journalier des véhicules mais notamment des poids lourds. De plus entre Sopeira et Vielha la route est très sinueuse causant ainsi une zone très accidentogène sur 54,9 km de long. Cette route nationale est considérée comme l'une des plus sinistres d'Espagne.
De plus, du fait de l'augmentation du trafic des deux axes majeurs traversant les Pyrénées (A9 / AP-7 et A63 / AP-8) et de leur saturation, le pays voit la possibilité de création d'un axe autoroutier gratuit reliant Lérida à Toulouse qui sera ensuite nommé l'A-14.
Cependant pour cause environnementale et l'opposition partielle de la commune Huesca ont ralenti considérablement le projet notamment entre Sopeira et la France.

## Tracé
- L'A-14 débute au nord de Lérida, où elle se sépare de l'A-2 (Barcelone - Madrid), en doublant la N-230.
- Elle s'engage ensuite vers le nord sur un plateau en desservant de petites communes du nord de l'Aragon et de la Catalogne, comme El Pont de Suert.
- À Almenar, une route, longue de 2,3 km, relie la sortie no 15 de l'A-14 à la N-230 au sud d'Alfarràs : cette route est numérotée A-14R2[2].

### Échangeurs et villes desservies
| Numéro de la sortie                                        | Villes desservies                         | Route rencontrée       |
| ---------------------------------------------------------- | ----------------------------------------- | ---------------------- |
| Échangeur entre A-2 et A-14                                | Alfarràs - Vielha - Toulouse              | Début de l'A-14 (km 0) |
| 1                                                          | Lérida - Saragosse - Barcelone            | A-2 (direction Lérida) |
| 8                                                          | Alguaire - Rosselló - Lleida Alguaire     | -                      |
| 15                                                         | Alfarràs - Vielha - Toulouse (provisoire) | A-14R2 (vers N-230)    |
| Fin de l'autoroute provisoire (en attente de prolongement) | -                                         | -                      |

### Connexion routière (A-14R2)
| Liaison                                                      | Villes desservies                      | Route rencontrée         |
| ------------------------------------------------------------ | -------------------------------------- | ------------------------ |
| Carrefour giratoire entre A-14R2 et A-14 (Lérida)            | Lérida - Almacelles                    | Début de l'A-14R2 (km 0) |
| Carrefour giratoire entre A-14R2 et N-230 (Vielha, Toulouse) | Almenar - Alfarràs - Vielha - Toulouse | Fin de l'A-14R2          |

## Différentes sections
| Nom de l'autoroute        | Tronçon                                      | Kilomètres | Année de mise en service                                                                                               |
| ------------------------- | -------------------------------------------- | ---------- | --- |
| A-14                      | Lérida (A-2) - Alguaire                      | 6          | 2017, |
| A-14                      | Alguaire - Almenar                           | 10,3       | 2012, |
| A-14 (projet)             | Almenar - Alfarràs                           | 7,3        | Dans la nouvelle version du projet (dans l'attente de l'information du public et de l'appel d'offres pour les travaux) |
| A-14 (projet)             | Alfarràs - Alcampell                         | 11,8       | En rédaction du projet (projet attribué le 01/10/2008)                                                                 |
| A-14 (projet)             | Alcampell - Purroy de la Solana              | 13         | En rédaction du projet (projet attribué le 01/10/2008)                                                                 |
| A-14 (projet)             | Purroy de la Solana - Benabarre Est          | 11,4       | En rédaction du projet (projet attribué le 06/08/2009)                                                                 |
| A-14 (projet)             | Benabarre Est - Viacamp                      | 12,5       | En rédaction du projet (projet attribué le 25/09/2009)                                                                 |
| A-14 (projet)             | Viacamp - Puente de Montañana                | 8,3        | En rédaction du projet (projet attribué le 31/10/2008)                                                                 |
| A-14 (projet)             | Puente de Montañana - Sopeira                | 15         | En rédaction du projet (projet attribué le 23/03/2009)                                                                 |
| Modernisation de la N-230 | Sopeira - Embouchure sud du tunnel de Vielha | 45         | Étude informative en cours sur l'information du public                                                                 |
| Modernisation de la N-230 | Tunnel de Vielha                             | 5,2        | 2007 |
| Modernisation de la N-230 | Embouchure nord du tunnel de Vielha - Aubèrt | 11,6       | Projet provisoirement approuvé (soumis à l'information du public) (en attente d'appel d'offres pour les travaux)       |
| ?                         | Aubèrt - Canejan                             | 24,6       | En attendant une nouvelle étude informative                                                                            |

### A-14R2
| Nom de l'autoroute | Tronçon      | Kilomètres | Année de mise en service |
| ------------------ | ------------ | ---------- | ------------------------ |
| A-14R2             | A-14 - N-230 | 2,3        | 2012                     |

## Critiques
- L'A-14 est soumise à de nombreuses critiques. Bien qu'elle doive son origine aux communes proches de la N-230, Huesca dénonce cet axe en déclarant qu'il est inutile de relier la France à l'Espagne par le centre des Pyrénées, car cela engendrerait l'augmentation du trafic notamment des poids lourds, que ça créerait « un goulet d'étranglement »[8] notamment par le rejet du ministère de la poursuite des travaux.
- Ce rejet est notamment dû au fort impact environnemental que l'A-14 aurait causé. Notamment avec la réalisation de 12 tunnels et de 49 viaducs[9] ainsi que le coût trop important de la réalisation des infrastructures.
- L'autoroute est aussi critiquée par les usagers car s'arrêtant à Sopeira qui se situe à la sortie des montagnes, l'A-14 ne remplira pas son rôle primaire qui était d'assurer la sécurité et d'éviter le passage des automobilistes dans la zone accidentogène de la N-230 et de privilégier l'écologie et non la sécurité... Ils dénoncent aussi la lenteur de l'avancement des travaux.